# سيسيل شو
سيسيل شو (بالإنجليزية: Cecil Shaw)‏ (22 يونيو 1911 في المملكة المتحدة - 1 يناير 1977 ببرمنغهام في المملكة المتحدة) هو لاعب كرة قدم بريطاني (وحمل سابقاً جنسية المملكة المتحدة لبريطانيا العظمى وأيرلندا) في مركز الظهير. لعب مع نادي بلاكبول ونوتينغهام فورست ووست بروميتش ألبيون ووولفرهامبتون واندررز ونادي هيرفورد.

## وصلات خارجية
- سيسيل شو على موقع قاعدة بيانات كرة القدم.إي يو (الإنجليزية)